# Geneviève Saumur
Geneviève Saumur, née le 23 juin 1987 à Montréal, est une nageuse canadienne. 

## Carrière
En 2006, lors de ses débuts internationaux aux Championnats pan-pacifiques, elle est médaillée d'argent au relais 4 x 100 m nage libre puis de bronze sur cette même épreuve aux Jeux du Commonwealth de 2006.
En 2008, elle participe aux Jeux olympiques de Pékin où elle est part du relais 4 x 100 m nage libre qui finit 8e. 
Aux Championnats pan-pacifiques 2010, elle gagne la médaille de bronze au relais 4 x 100 m nage libre et au relais 4 x 200 m nage libre.